# Gert Metz
Gert Metz (* 7. Februar 1942 in Mainz; † 17. April 2021) war ein deutscher Leichtathlet und Olympiateilnehmer, der – für die Bundesrepublik Deutschland startend – bei den Europameisterschaften 1966 in Budapest die Bronzemedaille mit der deutschen 4-mal-100-Meter-Staffel gewann (39,8 s: Hans-Jürgen Felsen, Gert Metz, Dieter Enderlein, Manfred Knickenberg). Im 100-Meter-Lauf dieser Europameisterschaften schied er im Zwischenlauf aus.
Gert Metz startete auch bei den Olympischen Spielen 1968 in Mexiko-Stadt, jedoch ohne Medaillenerfolg (100-Meter-Lauf und 200-Meter-Lauf: im Vorlauf ausgeschieden; 4-mal-100-Meter-Staffel: Platz 6)
Im September 1970 lief er auf der ersten Kunststofflaufbahn ihrer Art in Norddeutschland bei der Eröffnung des Stadions in Gretesch im 100-Meter-Lauf mit 10,0 Sekunden neuen Europarekord und stellte damit eine neue Weltjahresbestzeit auf.
Gert Metz gehörte dem Sportverein USC Mainz an. In seiner Wettkampfzeit war er 1,76 m groß und 72 kg schwer.
Von 1973 bis 2003 unterrichtete er am Otto-Schott-Gymnasium in Mainz die Fächer Sport und Biologie.